# مركز بيانات
مركز بيانات (بالإنجليزية: Data center أو Datacenter) هو مركز ضخم مكون من العديد من الخوادم الضخمة، ومزودات الطاقة الأساسية والاحتياطية وهو موصل بالإنترنت بسرعات عالية جدا وهو أيضا غالبا يكون في مبنى خاص مجهز بالتجهيزات الخاصة به من تحديد لدرجة الحرارة وأجهزة إطفاء الحرائق وتنظيم للكهرباء ومواصفات أمنية عالية. أيضا فهو ليس بالشيء السهل أو البسيط. وللعلم فكل المواقع الموجودة في الأنترنت يجب أن تكون على خادم موصول بشبكة الإنترنت على مدى الإربع والعشرين ساعة. فمن هذا يتبين أن الإنترنت هو عبارة عن شبكة من الخوادم المجتمعة أو بعبارة أعم مجموعة من مراكز البيانات الضخمة ما خلا بعض الخودام الخاصة الصغيرة.

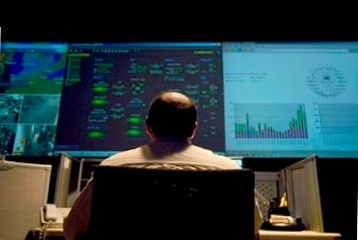
أحد المهندسين يراقب أداء مركز البيانات من غرفة التحكم

## مكونات الداتا سنتر
تتكون مراكز البيانات أساسا من:
- شبكات: مهمتها في الربط بين الخوادم، فهي تتكون من روتر وسويتش لتشغيل الإيبي بروتوكول (ip protocol) وذلك لتسهيل نقل البيانات بين السرفرات والعالم الخارجي.
- كهرباء: الطبع كما سبق وأن ذكرنا، فالخوادم والمكيفات الهوائية فهي بحاجة إلى مصادر الطاقة من أجل أن تشتغل وهنا نجد مكان خاص في الداتا سنتر يكون معزول عن الخوادم وهو من يزود الداتا سنتر بالطاقة، مع توصيل الطاقة للسرفرات عبر أجهزة مزود الطاقة غير المنقطع (UPS) و إمكانية تخزين الطاقة لتشغيل لإستخدامها أثناء انقطاع التيار الكهربائي.

## سرفرات
تتكون السرفرات من:
- خادم الملفات: تحتوي هته السرفرات على الملفات الخاصة بكل شخص.
- خادم الأمان: خادم مختص للحماية.
-قاعدة بيانات للانترنت: هذا السرفر يستخدم للتخاطب مع العملاء الذين يدخلون إلى الصفحات الموجودة بداخل السرفر.
-قاعدة بيانات الخادم: هو سرفر يكون مخصص فقط لقواعد البيانات أو مايسمى قاعدة البيانات.
- وحدة تحكم المجال: يساعد على إعطاء كل خادم دومين خاص به لتنظيم عملية الإتصال به وادارته.
إذن يمكن القول أن خدمة التخزين السحابي والأنترنيت عموما كلها عبارة عن مراكز بيانات وكل هذه المعلومات والمواقع التي نراها في يومنا هذا مخزنة بالداخل من السرفرات، وهذه السرفرات بدورها موجودة داخل مراكز بيانات.

## وصلات خارجية
- موقع الإعلاميات
- شرح مركز البيانات
- ماهي الداتا سنتر ؟ كيف نستفيد منها ؟ أقسامها ماهي ؟
- مختبر لورنس بيركلي - البحث والتطوير والتظاهر ونشر التقنيات والممارسات الموفرة للطاقة لمراكز البيانات
- معهد الجهوزية - المنظمة التي تحدد موثوقية مركز البيانات وتجري شهادات الموقع.
- Timelapse BIT2BCD - فيديو بالفاصل الزمني لمبنى مركز البيانات في إيده (هولندا).
- معهد Neher-McGrath - المنظمة التي تصادق على تركيب بنك مجاري الهواء في مركز البيانات لتوفير تكلفة تشغيل أقل وزيادة وقت التشغيل.
- دي سي باور لمراكز بيانات المستقبل - FAQ: 380VDC الاختبار والعرض التوضيحي في مركز بيانات صن.
- اختيار مركز البيانات[وصلة مكسورة] - مقالة من مجلة التعافي من الكوارث.